# Cymindis discophora
Cymindis discophora es una especie de escarabajo de la familia Carabidae.

## Distribución geográfica
Se distribuye por el paleártico: las islas Canarias (España) y el Magreb.